# Štefan Marko Daxner
Štefan Marko Daxner (magyarosan Tót-zabari Daxner István Márk; (Tiszolc, 1823. december 22. – Tiszolc, 1892. április 11.) szlovák ügyvéd, törvényszéki bíró, a Štúr generáció egyik nemzetébresztő tagja.

## Életpályája
Iskoláit Iglón, Rozsnyón és Pozsonyban végezte, majd Gömör és Kis-Hont vármegye főügyészénél és Pesten Wrchowszky Sándor ügyvédnél dolgozott. Ott Kollár János mellett a szlovák egylet jegyzője volt. 1846-ban ügyvédi oklevelet szerzett, azután ügyvédi irodát nyitott Tiszolcon. 1848-ban a Jozef Miloslav Hurban csapatához szegődött. A magyar kormány ekkor Francisci Jánossal és Bakulinyi Mihállyal együtt halálra ítélte, de ő a halált elkerülte. A szabadságharc után Gömör és Kis-Hont megye államügyészévé nevezték ki, később megye-törvényszéki bíró lett Nagykállóban. 1861-ben Gömör és Kis-Hont megye alispánja lett, ahol 1865-ig működött. Ekkor Majláth országbíró kinevezte a debreceni váltó-törvényszékhez rendes ülnöknek, ahol hét évig volt hivatalnok. Halálával a szlovák nemzetiségi párt egyik nevezetes tagja távozott. A Narodnie Noviny kettős fekete keretben gyászolta őt „aki az összes tótok forrása volt s egyike a nagy utolsóknak."
A híres 1861-iki túrócszentmártoni szlovák memorandumot ő szerkesztette. A Tatrín tagja volt.

## Emlékezete

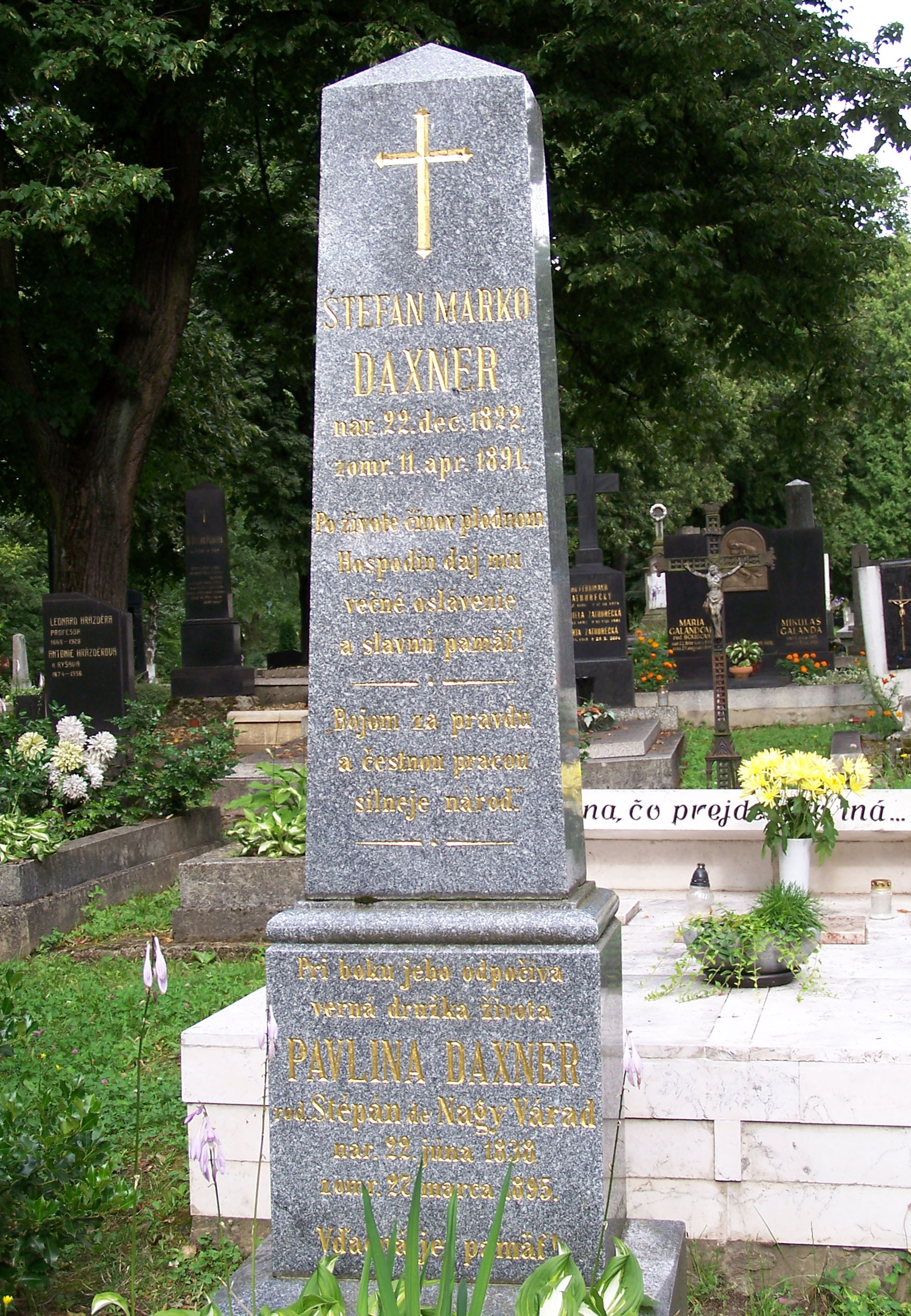
Sírja

- Tiszolcon szülőházán 1922-től emléktábla áll
- A Krivány egyik nyergét róla nevezték el
- Pelsőcön emléktábla
- Pozsonyban emlékmű
- Rimaszombatban emlékműve áll
- Turócszentmártonban van sírja a nemzeti sírkertben

## Művei
- 1861 Hlas zo Slovenska
- 1868 Slovaki i slovenskoje okolie v Ugorščine. In: Žurnal Ministerstva narodnogo prosveščenija, 555-645.
- 1892 Po roku 1849. Slovenské pohľady 12, 305-315, 321-334, 385-398, 449-462.
- 1899 Önéletrajz. Slovenské pohľady 19/3, 129-139; 4, 185-190.
- 1958 V službe národa
- Statočný Valach (a becsületes juhász). Nitry III.